# イバン・チャペラ
イバン・チャペラ・ロペス（Iván Chapela López、1999年5月21日 - ）は、スペイン・アンダルシア州チクラーナ出身のサッカー選手。CDエルデンセ所属。ポジションはFW。

## クラブ経歴
バレンシアCFとマラガCFのカンテラを経て、2018年7月にカディスCFのBチームへ移籍した。移籍後2シーズンをBチームで過ごし、2021-22シーズンの1月15日、プリメーラ・ディビシオンのバレンシアCF戦にて、イェンス・イェンソンとの途中交代でトップチーム並びにプリメーラデビューを果たした。
2022年9月1日、2022-23シーズンはウニオニスタス・デ・サラマンカCFへレンタル移籍することが決定した。
2023年7月9日、セグンダ・ディビシオンのCDエルデンセへ完全移籍し、2年契約を結んだ。